# Fabrizio Meoni
Fabrizio Meoni (ur. 31 grudnia 1957 w Castiglion Fiorentino, zm. 11 stycznia 2005 w Kifie) – sportowiec, motocyklista włoski startujący w rajdach terenowych.
W 2001 i 2002 wygrał rywalizację motocyklistów w Rajdzie Dakar (na motocyklu KTM). W 2005 roku, także na motocyklu KTM, przez pewien czas był liderem tej imprezy. Zmarł na atak serca na trasie 11. etapu; zajmował w chwili śmierci 2. miejsce w klasyfikacji generalnej.

## Starty w Rajdzie Dakar
| Rok  | Kategoria | Pojazd        | Wynik | Uwagi                                  |
| ---- | --------- | ------------- | ----- | -------------------------------------- |
| 1992 | motocykle | Yamaha        | 12    |                                        |
| 1994 | motocykle | Honda         | 3     |                                        |
| 1995 | motocykle | Honda         | 4     |                                        |
| 1996 | motocykle | KTM           | 33    | wygrał 3 etapy                         |
| 1997 | motocykle | KTM           | NU    |                                        |
| 1998 | motocykle | KTM           | 2     | wygrał 2 etapy                         |
| 1999 | motocykle | KTM           | 10    | wygrał 1 etap                          |
| 2000 | motocykle | KTM           | NU    | odpadł na 4. etapie                    |
| 2001 | motocykle | KTM LC4 660R  | 1     |                                        |
| 2002 | motocykle | KTM LC8 950R  | 1     | wygrał 2 etapy                         |
| 2003 | motocykle | KTM LC8 950R  | 3     | wygrał 3 etapy                         |
| 2004 | motocykle | KTM LC8 950R  | 6     | wygrał 2 etapy                         |
| 2005 | motocykle | KTM 660 Rally | NU    | wygrał 1 etap, zmarł podczas 11. etapu |